# Onderscheiding voor Trouwe Dienst (Denemarken)
Het Koninkrijk Denemarken kende in de 19e eeuw verschillende onderscheidingen voor trouwe dienst.

## De Onderscheiding voor 8 of 16 jaar Trouwe Dienst
De Onderscheiding voor Trouwe Dienst, (Deens: "Hæderstegnet for Underofficerer for 8 og 16 års tro tjeneste") was een Deense onderscheiding. Aan het begin van de 19e eeuw werd het in geheel Europa gebruikelijk om ook onderofficieren te decoreren voor trouwe dienst. Tijdens de regering van Frederik VI van Denemarken, (regeerde van 1808 tot 1839), ontvingen zij voor 8 of 16 jaar dienst een medaille die met kleine ineengesmede schakels (vergelijkbaar met maliën), in het Deens "fletværk" genoemd, aan een beugel hing. De beugel werd met twee scherpe pinnen op het uniform vastgemaakt.
Een medaille die in plaats van aan een lint aan kettinkjes hangt is buiten Scandinavië onbekend, maar ook in Zweden komt sinds de 18e eeuw een dergelijke medaille voor. Het materiaal is niet kostbaar, de medaille en de ophanging zijn van messing.
Op de voorzijde is het gekroonde koninklijke monogram afgebeeld. Op de keerzijde staat "FOR 8 AARS TROE TIENESTE" als rondschrift rond een gekroond wapenschild van het stamhuis Oldenburg met de drie leeuwen.
De Medaille voor langdurige Dienst in de Marine werd al in 1801 ingesteld en bestaat in gewijzigde vorm nog steeds. In 1833 was er ook een messing kruis dat als onderscheiding voor Trouwe Dienst werd verleend. In 1842 volgde een "schnalle", een op lint bevestigde gesp naar Duitse trant. Tegenwoordig ontvangen de onderofficieren een medaille, de Medaille voor Langdurige Dienst.
De onderscheiding bestaat ook met het monogram van Christiaan VIII van Denemarken die van 1838 tot 1840 regeerde.

## Het Kruis voor 8 of 16 jaar Trouwe Dienst
In 1831 werden in Denemarken een "Hæderstegnet for Underofficerer for 8 års tro tjeneste" en "Hæderstegn for underofficerer for 16 års tro tjeneste" verleend. Het bronzen kruis was 35 millimeter hoog, 33 millimeter breed en woog 7.5 gram
Het messing kruis heeft het model van het IJzeren Kruis en het oude kruis van de Tempeliers. De uitlopende armen dragen in iets verhoogde letters de tekst "8 AARS FOR TRO TJENESTE" of "16 AARS FOR TRO TJENESTE". De randen zijn iets hoger dan het geribbelde oppervlak van het kruis. In het midden is het gekroonde monogram van koning Frederik VI van Denemarken aangebracht. Op de eveneens geribbelde keerzijde staat in verhoogde letters een jaartal in het middelpunt van het kruis, er is een kruis met het jaartal "1807" bekend.
Het kruis werd met een aan de bovenste arm vastgesoldeerde, haaks op het kruis aangebrachte, ring van messing en een daardoorheen gehaalde tweede messing ring aan een draaglint vastgemaakt (de kleur van het lint is onbekend).
Door onderscheidingen voor trouwe dienst voor onderofficieren in te stellen liep Denemarken in de pas met Pruisen, maar vóór op Nederland waar het Onderscheidingsteken voor Langdurige, Eerlijke en Trouwe Dienst pas in 1925 werd ingesteld.

## De Gesp voor 12 of 20 jaar Trouwe Dienst
In 1842 werd een "Hæderstegn for underofficerer for 12 og 20 års tro tjeneste" uitgereikt. De onderofficieren die een dienstjubileum vierden mochten een klein zilveren Romeins cijfer, een XII of een XX dragen in de vorm van een "schnalle". Deze Russische en Pruisische wijze om een onderscheiding op de borst te dragen werd in het begin van de 19e eeuw in Europa populair, met name bij onderscheidingen voor trouwe dienst. Ook in Nederland werd een Schnalle, het "Onderscheidingsteken voor Langdurige Dienst als officier" ingevoerd.
De cijfers waren van zilver en ze werden zonder enige versiering uitgevoerd. Men bevestigde ze op een stukje lint zoals dat al door de andere Deense medailles werd gebruikt. Het donkerrode zijden lint had een ingewoven wit kruis zodat het aan de Dannebrog, de Deense vlag, herinnerde.
Het metaal is 28 millimeter breed en 15 millimeter hoog. Het lint is iets smaller en hoger. Het zilver weegt 4,5 gram.
Medailles van Verdienste ·
Medaille voor Langdurige Dienst ·
Medaille "Ingenio et Arti" ·
Medaille voor Nobele Daden ·
Ereteken van het Deense Rode Kruis ·
Medaille van Verdienste voor de Groenlandse Onafhankelijkheid ·
Herinneringsmedaille aan de 70e Verjaardag van Hare Majesteit Koningin Margrethe
Herinneringsmedaille aan de 75e Verjaardag van Prins Henrik

Zie ook: Historische Orden van Denemarken · Onderscheidingen in Denemarken